# Who Is It
"Who Is It (Carry My Joy on the Left, Carry My Pain on the Right)" är en låt skriven och framförd av den isländska sångerskan Björk. Den utgavs som den andra singeln från albumet Medúlla den 18 oktober 2004. Låten nådde #26 på den brittiska singellistan.
Musikvideon till låten regisserades av den brittiske videoregissören Dawn Shadforth och spelades in utomhus i staden Hjörleifshöfði på Island.

## Låtlistor och format
CD 1 (One Little Indian; 446TP7CD1)
1. "Who Is It (Carry My Joy on the Left, Carry My Pain on the Right)" (Radio Edit) – 3:04
2. "Oceania" (featuring Kelis) – 2:55

CD 2 (One Little Indian; 446TP7CD2)
1. "Who Is It (Carry My Joy on the Left, Carry My Pain on the Right)" (C2N Dattasette Mix) – 4:15
2. "Who Is It (Carry My Joy on the Left, Carry My Pain on the Right)" (Fruit Machine Mix) – 3:23
3. "Who Is It (Carry My Joy on the Left, Carry My Pain on the Right)" (Bell Choir Mix) – 3:49

DVD (One Little Indian; 446TP7DVDN)
1. "Who Is It" (Choir Mix) – 7:42
2. "Mouth's Cradle" (Cortejo Afro / Ilê Aiyê Mix) – 4:00
3. "Who Is It" (musikvideon) – 3:52